# Корея (полуостров)
Коре́я, или Коре́йский полуо́стров (в Республике Корея — кор. 한반도?, 韓半島? Ханбандо, в КНДР — кор. 조선반도?, 朝鮮半島? Чосон-Пандо) — полуостров в восточной части Азии между Японским морем на востоке, Корейским проливом и проливом Чеджу на юге и Жёлтым морем на западе.

## География
Площадь около 220,8 тыс. км², длина приблизительно 1000 км.
Рельеф преимущественно горный. Высшая точка — гора Пэктусан на границе КНДР и Китая, высота 2744 м.
Берега Японского моря преимущественно гористые и прямолинейные, побережье Корейского пролива и Жёлтого моря в основном равнинное, изобилует бухтами и заливами, рядом находятся Корейский архипелаг и остров Чеджудо.
Климат умеренно муссонный, на юге — субтропический. Средние температуры января от −20 °C на севере до +4 °C на юге, средние температуры июля от 24 °C на севере до 26 °C на юге полуострова. Осадки до 1500 мм в год, главным образом летом.
На полуострове густая сеть полноводных рек, активно используемых для орошения.

## Природа
Территория полуострова на 2/3 занята лесами и кустарниками. Лес нижнего пояса гор широколиственный, с преобладанием дуба, ясеня, каштана. По мере подъёма в горы широколиственный лес сменяется хвойно-широколиственным, а затем хвойным. На юге острова преобладают вечнозелёные леса и кустарники.
Практически все равнинные участки активно возделываются. Сохранились небольшие участки степей.
На полуострове организовано несколько национальных парков.

## Страны
На полуострове Корея расположены:
- Республика Корея
- Бо́льшая часть Корейской Народно-Демократической Республики (КНДР)

## Галерея
- Полуостров из Космоса, февраль 2011
- Полуостров ночью из Космоса (2012)
- Полуостров ночью из Космоса (2014)
- Административное деление Кореи
- Физическая карта полуострова